# Shane Jones
Shane Christopher Jones (ur. 3 czerwca 1996) – amerykański i portorykański zapaśnik walczący w stylu wolnym. Zajął siódme miejsce na mistrzostwach świata w 2024 roku.
Siódmy na igrzyskach panamerykańskich w 2023. Srebrny medalista mistrzostw panamerykańskich w 2025; brązowy w 2023 i 2024 roku.
Zawodnik Stroudsburg High School i Old Dominion University z Norfolk.